# Kōki Uchiyama
Kōki Uchiyama (japanisch 内山 昂輝 Uchiyama Kōki, geboren am 16. August 1990) ist ein japanischer Schauspieler und Synchronsprecher aus der Präfektur Saitama. Er arbeitet bei der Himawari Theatre Group und gewann bei den 5th Seiyu Awards den Preis für den besten Nachwuchssynchronsprecher. Außerdem erhielt er im Jahr 2015 einen Preis für den besten Synchronsprecher bei dem Tokyo Anime Award Festival.

## Filmografie (Auswahl)

### Fernsehanimation
| Jahr | Titel                                                | Rolle                                     | Anmerkungen | Quelle        |
| ---- | ---------------------------------------------------- | ----------------------------------------- | ----------- | ------------- |
| 2007 | Ghost Hound                                          | junger Schüler                            |             |               |
| 2008 | Soul Eater                                           | Soul Eater Evans                          |             | [ 4 ] [ 5 ]   |
| 2009 | Fairy Tail                                           | Midnight                                  | 2009–2015   |               |
| 2010 | Beyblade: Metal Masters                              | Jack                                      |             |               |
| 2010 | Shiki                                                | Natsuno Yuuki                             |             |               |
| 2011 | Beyblade: Metal Fury                                 | Jack                                      |             |               |
| 2011 | C                                                    | Kimimaro Yoga                             |             |               |
| 2011 | Guilty Crown                                         | Daryl Yan                                 |             |               |
| 2011 | Infinite Stratos                                     | Ichika Orimura                            |             | [ 6 ]         |
| 2011 | Kimi to Boku                                         | Yuta Asaba                                |             |               |
| 2011 | Yu-Gi-Oh! Zexal                                      | Kaito Tenjo                               |             | [ 7 ]         |
| 2012 | Aquarion Evol                                        | Kagura Demuri                             |             | [ 8 ]         |
| 2012 | Metal Fight Beyblade ZeroG                           | Shinobu Hiryuin                           |             |               |
| 2012 | Blast of Tempest                                     | Yoshino Takigawa                          |             | [ 9 ] [ 10 ]  |
| 2012 | Crash!                                               | Kazuhiko Midorikawa                       |             |               |
| 2012 | Binbō-gami ga!                                       | Keita Tsuwabuki                           |             |               |
| 2012 | Pocket Monsters: Best Wishes! Season 2               | Kotetsu                                   |             | [ 11 ]        |
| 2012 | Tanken Driland                                       | Pahn                                      |             | [ 12 ]        |
| 2012 | The World Ends With You                              | Neku Sakuraba                             |             | [ 13 ]        |
| 2012 | Tsuritama                                            | Natsuki Usami                             |             | [ 14 ]        |
| 2012 | World War Blue                                       | Til                                       |             |               |
| 2013 | Ace of Diamond                                       | Takahiro Ohmae                            |             |               |
| 2013 | Hunter × Hunter                                      | Meruem                                    |             | [ 15 ]        |
| 2013 | Danball Senki                                        | Inui Kagetora                             |             |               |
| 2013 | Love Lab                                             | Yuuya Tanahashi                           |             |               |
| 2013 | Red Data Girl                                        | Miyuki Sagara                             |             | [ 16 ] [ 17 ] |
| 2013 | Kami-sama no Inai Nichiyōbi                          | Alice Color                               |             | [ 18 ]        |
| 2014 | Amagi Brilliant Park                                 | Seiya Kanie                               |             | [ 19 ]        |
| 2014 | Barakamon                                            | Hiroshi Kido                              |             | [ 20 ]        |
| 2014 | Buddy Complex                                        | Dio Jyunyou Weinberg                      |             | [ 21 ]        |
| 2014 | Captain Earth                                        | Zin                                       |             |               |
| 2014 | Duel Masters Versus                                  | Shobu Kirifuda (Erwachsen) / Mister Match |             | [ 22 ]        |
| 2014 | Gundam Build Fighters Try                            | Daigo Ishibashi                           |             |               |
| 2014 | Mushishi -Next Passage-                              | Ryu                                       |             |               |
| 2014 | Nisekoi                                              | Raku Ichijou                              |             | [ 23 ] [ 24 ] |
| 2014 | Nobunaga Concerto                                    | Nobuyuki Oda                              |             | [ 25 ]        |
| 2014 | Haikyū!!                                             | Kei Tsukishima                            |             | [ 26 ] [ 27 ] |
| 2014 | HappinessCharge PreCure!                             | Yuya Kaido                                |             |               |
| 2014 | Soul Eater Not!                                      | Soul Eater Evans                          |             | [ 28 ]        |
| 2014 | Ping Pong                                            | Makoto "Smile" Tsukimoto                  |             | [ 29 ]        |
| 2014 | Yu-Gi-Oh! Arc-V                                      | Kaito Tenjo                               |             |               |
| 2015 | Charlotte                                            | Yū Otosaka                                |             | [ 30 ]        |
| 2015 | Death Parade                                         | Clavis                                    |             | [ 31 ]        |
| 2015 | Duel Masters Versus Revolution                       | Shobu Kirifuda (Erwachsen)                |             |               |
| 2015 | Minna Atsumare! Falcom Gakuen                        | Rean Schwarzer                            |             |               |
| 2015 | Rokka no Yūsha                                       | Goldof Auora                              |             | [ 32 ]        |
| 2015 | Show By Rock!!                                       | Aion                                      |             | [ 33 ]        |
| 2015 | Q Transformers Kaettekita Konboi no Nazo             | Smokescreen                               |             | [ 34 ]        |
| 2016 | Battery: The Animation                               | Takumi Harada                             |             | [ 35 ]        |
| 2016 | Duel Masters Versus Revolution Final                 | Shobu Kirifuda (Erwachsen)                |             |               |
| 2016 | Macross Delta                                        | Messer Ihlefeld                           |             | [ 36 ]        |
| 2016 | Mobile Suit Gundam Unicorn RE:0096                   | Banagher Links                            |             |               |
| 2016 | My Hero Academia                                     | Tomura Shigaraki                          |             | [ 37 ] [ 38 ] |
| 2016 | Nijiiro Days                                         | Tsuyoshi Naoe                             |             | [ 39 ]        |
| 2016 | RS Project -Rebirth Storage-                         | Rin Sagami                                |             |               |
| 2016 | WWW.Working!!                                        | Masahiro Adachi                           |             | [ 40 ]        |
| 2016 | Yuri on Ice                                          | Yuri Plisetsky                            |             | [ 41 ]        |
| 2017 | Altair: A Record of Battles                          | Beyazit                                   |             | [ 42 ]        |
| 2017 | Anonymous Noise                                      | Momo Sakaki                               |             | [ 43 ]        |
| 2017 | Devilman Crybaby                                     | Akira Fudo                                |             | [ 44 ]        |
| 2017 | Dive!!                                               | Reiji Maruyama                            |             | [ 45 ]        |
| 2017 | Evil or Live                                         | Shin                                      |             |               |
| 2017 | Fate/Apocrypha                                       | Shirō Kotomine/Amakusa Shirō Tokisada     |             | [ 46 ]        |
| 2017 | The Ancient Magus' Bride                             | Ruth                                      |             | [ 47 ]        |
| 2018 | Free! - Dive to the Future                           | Ikuya Kirishima                           |             | [ 48 ] [ 49 ] |
| 2018 | Run with the Wind                                    | Takashi Sugiyama                          |             | [ 50 ]        |
| 2018 | Violet Evergarden                                    | Benedict Blue                             |             | [ 51 ]        |
| 2019 | Astra Lost in Space                                  | Ulgar Zweig                               |             | [ 52 ]        |
| 2019 | Demon Slayer: Kimetsu no Yaiba                       | Rui                                       |             | [ 53 ]        |
| 2019 | Is It Wrong to Try to Pick Up Girls in a Dungeon? II | Soma                                      |             |               |
| 2019 | Revisions                                            | Daisuke Dojima                            |             | [ 54 ]        |
| 2019 | Sarazanmai                                           | Toi Kuji                                  |             | [ 55 ]        |
| 2019 | Nicht schon wieder, Takagi-San                       | Hamaguchi                                 |             | [ 56 ]        |
| 2019 | Naka no Hito Genome                                  | Zakuro Oshigiri                           |             | [ 57 ]        |
| 2019 | To the Abandoned Sacred Beasts                       | Theodore Sherman (Minotaur)               |             | [ 58 ]        |
| 2020 | Arad: Nizhuan Zhi Lun                                | Lucas Yi                                  |             |               |
| 2020 | Bungo and Alchemist: Gears of Judgement              | Yoji                                      |             |               |
| 2020 | Gleipnir                                             | Kaito                                     |             |               |
| 2020 | Granblue Fantasy: The Animation                      | Skull                                     |             |               |
| 2020 | Ikebukuro West Gate Park                             | Takashi Ando                              |             | [ 59 ]        |
| 2020 | Jujutsu Kaisen                                       | Toge Inumaki                              |             | [ 60 ]        |
| 2020 | The God of High School                               | Park Il-Pyo                               |             |               |
| 2020 | SD Gundam World Sangoku Soketsuden                   | Zhuge Liang Freedom Gundam                |             | [ 61 ]        |
| 2020 | Tower of God                                         | Khun Hachuling                            |             |               |
| 2020 | Wave, Listen to Me!                                  | Shinji Oki                                |             | [ 62 ]        |
| 2021 | Farewell, My Dear Cramer                             | Tetsuji Yamada                            |             | [ 63 ]        |
| 2021 | Horimiya                                             | Izumi Miyamura                            |             | [ 64 ]        |
| 2021 | Tsuki to Laika to Nosferatu                          | Lev Leps                                  |             | [ 65 ]        |
| 2021 | Megaton Musashi                                      | Reiji Amemiya                             |             | [ 66 ]        |
| 2021 | Sakugan                                              | Fidelio                                   |             |               |
| 2021 | SD Gundam World Heroes                               | Zhuge Liang Freedom Gundam                |             | [ 67 ]        |
| 2021 | Shabake                                              | Nikichi                                   |             | [ 68 ]        |
| 2021 | SSSS.Dynazenon                                       | Sizumu                                    |             | [ 69 ]        |
| 2021 | Takt Op. Destiny                                     | Takt Asahina                              |             | [ 70 ]        |
| 2021 | The World Ends with You the Animation                | Neku Sakuraba                             |             | [ 71 ]        |
| 2021 | Zombie Land Saga Revenge                             | Shojiro Ito                               |             |               |
| 2022 | Aoashi                                               | Yōichi Kiriki                             |             | [ 72 ]        |
| 2022 | Mushikaburi-hime                                     | Alexei Strasser                           |             | [ 73 ]        |
| 2022 | Black Summoner                                       | Kelvin                                    |             | [ 74 ]        |
| 2022 | Blue Lock                                            | Rin Itoshi                                |             | [ 75 ]        |
| 2022 | Dance Dance Danseur                                  | Ruō Mori                                  |             | [ 76 ]        |
| 2022 | Fuuto PI                                             | Philip                                    |             | [ 77 ]        |
| 2022 | Heroines Run the Show                                | Yūjirō Someya                             |             | [ 78 ]        |
| 2022 | Orient                                               | Akihiro Shimazu                           |             | [ 79 ]        |
| 2022 | Play It Cool, Guys                                   | Shun Futami                               |             | [ 80 ]        |
| 2023 | Buddy Daddies                                        | Rei Suwa                                  |             | [ 81 ]        |
| 2023 | My Love Story with Yamada-kun at Lv999               | Akito Yamada                              |             | [ 82 ]        |
| 2023 | The Ice Guy and His Cool Female Colleague            | Saejima-kun                               |             | [ 83 ]        |

### Original Video Animation (OVA)
| Jahr | Titel                                                   | Rolle           | Anmerkungen | Quelle |
| ---- | ------------------------------------------------------- | --------------- | ----------- | ------ |
| 2003 | The Animatrix - Beyond                                  | Masaji          |             |        |
| 2010 | Infinite Stratos Encore: A Sextet Yearning for Love     | Ichika Orimura  |             |        |
| 2010 | Mobile Suit Gundam Unicorn                              | Banagher Links  | 2010–2014   | [ 84 ] |
| 2012 | Kindaichi Case Files: Black Magic Murder                | Izawa Kentaro   |             |        |
| 2013 | Infinite Stratos 2: Long Vacation Edition               | Ichika Orimura  |             |        |
| 2013 | Ah Megami-sama: Itsumo Futari de                        | Maezono         |             |        |
| 2014 | Amagi Brilliant Park OVA                                | Seiya Kanie     |             |        |
| 2014 | Fantasista Stella                                       | Kaoru Okita     |             |        |
| 2014 | Haikyū!! Lev Kenzan!                                    | Kei Tsukishima  |             |        |
| 2014 | Infinite Stratos 2: World Purge-hen                     | Ichika Orimura  |             |        |
| 2014 | Nisekoi - Loss / Shrine Maiden                          | Raku Ichijō     |             |        |
| 2015 | Sōsei no Aquarion Love                                  | Kagura Demuri   |             |        |
| 2016 | Under the Dog                                           | Shunichi Nanase |             |        |
| 2019 | Thus Spoke Kishibe Rohan                                | Yoma Hashimoto  | OVA 4       | [ 85 ] |
| 2021 | Mahō Tsukai no Yome: Nishi no Shōnen to Seiran no Kishi | Ruth            |             |        |

### Film
| Jahr | Titel                                                                             | Rolle               | Anmerkungen | Quelle |
| ---- | --------------------------------------------------------------------------------- | ------------------- | ----------- | ------ |
| 2003 | Momoko, Kaeru no Uta ga Kikoeru yo.                                               | Riki Kuramoto       |             |        |
| 2011 | Hotarubi no Mori e                                                                | Gin                 |             | [ 86 ] |
| 2011 | Un-Go - Episode 0: Inga Chapter                                                   | Tatsuya Yamaga      |             |        |
| 2015 | The Anthem of the Heart                                                           | Takumi Sakagami     |             | [ 87 ] |
| 2016 | Pop in Q                                                                          | Reno                |             |        |
| 2017 | Space Battleship Yamato 2202: Warriors of Love - Tenmei-hen                       | Miru                |             | [ 88 ] |
| 2018 | Macross Delta the Movie: Passionate Walküre                                       | Messer Ihlefeld     |             |        |
| 2018 | Mobile Suit Gundam Narrative                                                      | Banagher Links      |             | [ 89 ] |
| 2019 | Kimi dake ni Motetainda                                                           | Shigekazu Toshida   |             | [ 90 ] |
| 2019 | Violet Evergarden Gaiden: Eien to Jidō Shuki Ningyō                               | Benedict Blue       |             | [ 91 ] |
| 2020 | Fate/Grand Order - Divine Realm of the Round Table: Camelot - Wandering; Agaterám | Tristan             |             | [ 92 ] |
| 2020 | Kono Sekai no Tanoshimikata: Secret Story Film                                    | Yujiro              |             | [ 93 ] |
| 2020 | Gekijōban Violet Evergarden                                                       | Benedict Blue       |             |        |
| 2021 | Evangelion: 3.0+1.0 Thrice Upon a Time                                            | Ryoji Kaji (Junior) |             |        |
| 2021 | Fate/Grand Order - Divine Realm of the Round Table: Camelot - Paladin: Agateram   | Tristan             |             |        |
| 2021 | Jujutsu Kaisen 0                                                                  | Toge Inumaki        |             | [ 94 ] |
| 2021 | Gekijōban Macross Delta: Zettai Live!!!!!!                                        | Messer Ihlefeld     |             |        |
| 2022 | Nanatsu no Taizai: Ensa no Edinburgh                                              | Fairy               |             | [ 95 ] |

### Videospiele
| Jahr        | Titel                                         | Rolle                              | Anmerkungen                                                                    | Quelle          |
| ----------- | --------------------------------------------- | ---------------------------------- | ------------------------------------------------------------------------------ | --------------- |
| 2005        | Kingdom Hearts II                             | Roxas                              | PS2, Auch in Final Mix in 2007                                                 |                 |
| 2007        | The World Ends with You                       | Neku Sakuraba                      | DS                                                                             | [ 13 ]          |
| 2008        | The Sky Crawlers: Innocent Aces               | Hagami                             | Wii                                                                            |                 |
| 2009        | Kingdom Hearts 358/2 Days                     | Roxas                              | DS                                                                             |                 |
| 2010        | Kingdom Hearts Birth by Sleep                 | Ventus, Roxas                      | PSP                                                                            |                 |
| 2010        | Kingdom Hearts Re:coded                       | Roxas                              | DS                                                                             |                 |
| 2011        | Gundam Memories: Tatakai no Kioku             | Banagher Links                     | PSP                                                                            |                 |
| 2012        | Kingdom Hearts 3D: Dream Drop Distance        | Neku Sakuraba, Ventus, Roxas       | 3DS                                                                            |                 |
| 2012        | Little King's Story                           | Azure                              | PS Vita                                                                        |                 |
| 2012        | Rune Factory 4                                | Lest                               |                                                                                |                 |
| 2013        | The Last of Us                                | Sam                                | PS3                                                                            |                 |
| 2013        | JoJo's Bizarre Adventure: All Star Battle     | Baoh                               | PS3, auch in All Star Battle R                                                 | [ 96 ]          |
| 2013        | The Legend of Heroes: Trails of Cold Steel    | Rean Schwarzer                     | PS4                                                                            |                 |
| 2014 - 2017 | Infinite-Stratos-Spiele                       | Ichika Orimura                     |                                                                                | [ 97 ]          |
| 2014 - 2016 | Haikyū!!-Spiele                               | Kei Tsukishima                     |                                                                                |                 |
| 2015        | Captain Earth Mind Labyrinth                  | Zin                                |                                                                                |                 |
| 2015        | Granblue Fantasy                              | Skull                              | iOS/Android                                                                    | [ 98 ]          |
| 2016        | Fate/Grand Order                              | Amakusa Shirō, Tristan             |                                                                                |                 |
| 2016        | Detective Pikachu                             | Wallace Carroll                    | 3DS                                                                            |                 |
| 2017        | Another Eden                                  | Aldo                               | Android/iOS, Switch                                                            |                 |
| 2018        | My Hero One's Justice                         | Tomura Shigaraki                   | PlayStation 4, Xbox One (nicht in Japan), Nintendo Switch, PC (nicht in Japan) |                 |
| 2018        | Dragalia Lost                                 | Euden                              | Android/iOS                                                                    |                 |
| 2018        | Idola: Phantasy Star Saga                     | Elwin                              | Android/iOS                                                                    |                 |
| 2018        | The Legend of Heroes: Trails of Cold Steel IV | Rean Schwarzer                     | PS4                                                                            |                 |
| 2019        | Kingdom Hearts III                            | Ventus, Roxas                      | PS4, Xbox One                                                                  |                 |
| 2019        | Devil May Cry 5                               | V                                  | PlayStation 4, Xbox One, PC                                                    | [ 99 ]          |
| 2019        | Last Cloudia                                  | Robin (Master Thief/Phantom Thief) | Android/iOS                                                                    |                 |
| 2020        | Disney: Twisted-Wonderland                    | Idia Shroud                        | Android/iOS                                                                    |                 |
| 2020        | The Legend of Heroes: Trails into Reverie     | Rean Schwarzer                     | PS4                                                                            |                 |
| 2020        | Kamen Rider: Memory of Heroez                 | Philip/Kamen Rider W               | PS4, Nintendo Switch                                                           | [ 100 ]         |
| 2020        | Genshin Impact                                | Razor                              | Android/iOS, PC, PS4, Nintendo Switch                                          | [ 101 ] [ 102 ] |
| 2021        | The Caligula Effect 2                         | Ryuto Tsukishima                   | PS4, Nintendo Switch                                                           | [ 103 ]         |
| 2022        | SD Gundam Battle Alliance                     | Banagher Links                     | PS4, PS5, Xbox One, Xbox Series X/S, Nintendo Switch, PC                       | [ 104 ]         |
| 2022        | Counter:Side                                  | Ichinose Kaoru(Na Yubin)           | PC, Android/iOS                                                                |                 |
| 2022        | Onmyoji                                       | Susanoo                            | PC, Android/iOS                                                                | [ 105 ]         |

## Weitere Synchronsprecharbeiten
| Titel                                           | Rolle                      | Anmerkungen                                                | Quelle  |
| ----------------------------------------------- | -------------------------- | ---------------------------------------------------------- | ------- |
| The Adventures of Sharkboy and Lavagirl in 3-D  | Sharkboy                   | Synchronisierung für Taylor Lautner                        | [ 106 ] |
| The Art of Getting By                           | George Zinavoy             | Synchronisierung für Freddie Highmore                      | [ 107 ] |
| Big Mama’s Haus – Die doppelte Portion          | Trent Pierce               | Synchronisierung für Brandon T. Jackson                    | [ 108 ] |
| X-Men: Dark Phoenix                             | Kurt Wagner / Nightcrawler | Synchronisierung für Kodi Smit-McPhee                      | [ 109 ] |
| The Driftless Area                              | Pierre Hunter              | Synchronisierung für Anton Yelchin                         | [ 110 ] |
| Ender’s Game – Das große Spiel                  | Bonzo Madrid               | Synchronisierung für Moisés Arias                          | [ 111 ] |
| Eternals                                        | Druig                      | Synchronisierung für Barry Keoghan                         | [ 112 ] |
| Genius                                          | Paulo Picasso              |                                                            | [ 113 ] |
| Storm Hunters                                   | Donnie                     | Synchronisierung für Max Deacon                            | [ 114 ] |
| Die Reise zum Mittelpunkt der Erde              | Sean Anderson              | Synchronisierung für Josh Hutcherson 2010 TV Asahi Edition | [ 115 ] |
| Jurassic World                                  | Zach Mitchell              | Synchronisierung für Nick Robinson                         | [ 116 ] |
| Lemony Snicket's A Series of Unfortunate Events | Klaus Baudelaire           | Synchronisierung für Liam Aiken                            | [ 117 ] |
| Lincoln                                         | Robert Lincoln             | Synchronisierung für Joseph Gordon-Levitt                  | [ 118 ] |
| The Mortal Instruments: City of Bones           | Jace Wayland               | Synchronisierung für Jamie Campbell Bower                  | [ 119 ] |
| Mr. Robot                                       | Elliot Alderson            | Synchronisierung für Rami Malek                            |         |
| Tagebuch eines Skandals                         | Steven Connolly            | Synchronisierung für Andrew Simpson                        | [ 120 ] |
| Nowhere Boy                                     | Paul McCartney             | Synchronisierung für Thomas Brodie-Sangster                | [ 121 ] |
| Parasite                                        | Kim Ki-woo                 | Synchronisierung für Choi Woo-shik 2021 BS Tokyo Edition   | [ 122 ] |
| The Return – Die Rückkehr                       | Ivan                       | Synchronisierung für Ivan Dobronravov                      | [ 123 ] |
| Secondhand Lions                                | Walter Coleman             | Synchronisierung für Haley Joel Osment                     | [ 124 ] |
| Supernatural                                    | Jack                       | Synchronisierung für Alexander Calvert                     | [ 125 ] |
| Terminator Salvation                            | Kyle Reese                 | Synchronisierung für Anton Yelchin                         | [ 126 ] |
| Tolkien                                         | J. R. R. Tolkien           | Synchronisierung für Nicholas Hoult                        | [ 127 ] |
| X-Men: Apocalypse                               | Kurt Wagner / Nightcrawler | Synchronisierung für Kodi Smit-McPhee                      | [ 128 ] |

| Titel                 | Rolle                      | Anmerkungen | Quelle  |
| --------------------- | -------------------------- | ----------- | ------- |
| Ballerina             | Rudy                       |             | [ 129 ] |
| Klaus                 | Jesper                     |             | [ 130 ] |
| Der gestiefelte Kater | BB henchman                |             |         |
| Robots                | Rodney Copperbottom (jung) |             |         |